# Buffalo River (Tugela)
Der Buffalo River ist ein Fluss in der südafrikanischen Provinz KwaZulu-Natal.

## Verlauf
Er gehört zum Flusssystem des Tugela. Sein Quellgebiet liegt nördlich von Newcastle bei Volksrust. Er fließt in südöstlicher Richtung und mündet bei Nkandla in den Tugela.

## Hydrometrie
Die Abflussmenge des Buffalo River wurde am Pegel Tayside über die Jahre 1960 bis 2021 in m³/s gemessen.

## Ökologie
Ein Problem für das Ökosystem des Buffalo River ist die mangelnde Wasserqualität. Von den Minen um Newcastle und aus dem Gebiet des Ngagane River gelangen saure Grubenwässer in den Buffalo.